# 莉姆·阿里王妃
莉姆·阿里王妃（1969年—）是约旦阿里·本·侯賽因王子的妻子。她父親拉赫达尔·卜拉希米是聯合國高級外交官及阿爾及利亞前任外交部部長。王妃在英國及阿爾及利亞長大並在法國及美國接受教育。

## 生平
出生名為莉姆·卜拉希米（Rym Brahimi），王妃擁有多項學位：她在1990年以優異成績完成巴黎大学的地理學學士課程及英國文學的碩士課程、1991年修畢巴黎政治学院的政治學碩士課程、最後在美國哥伦比亚大学的傳理學院得到國際新聞學的碩士學位。
畢業後她曾在彭博新聞社、Dubai TV、Radio Monte Carlo Moyen Orient、合众国际社及英國廣播公司國際頻道工作。她在1998年加入CNN成為製作人並在2001年至2004年成為CNN的駐巴格達記者。

## 婚姻及家庭
莉姆在伊拉克巴格達為CNN報導美伊戰爭時被逐出境，最終轉往約旦。當時阿里王子負責向她簡述巴格達的局勢，兩人很快就訂婚。2004年4月23日，莉姆·卜拉希米和阿里王子結婚並再在同年9月7日舉行公開慶祝活動。
兩人育有一女一子，分別是賈莉拉公主（2005年9月16日出生）及阿卜杜拉王子（2007年3月19日出生）。